# Bahnhof Aarau
Der Bahnhof Aarau ist ein Bahnhof in Aarau, der Hauptstadt des Schweizer Kantons Aargau. Er wurde 1856 eröffnet und ist ein bedeutender Verkehrsknotenpunkt an der wichtigsten Ost-West-Verbindung des Schweizer Schienennetzes, im Dreieck zwischen den Städten Zürich, Bern und Basel gelegen. Bedient wird er von zahlreichen Schnellzügen im Inlandsverkehr der Schweizerischen Bundesbahnen, ebenso von Regionalzügen im Netz der S-Bahn Aargau und der S-Bahn Zürich. Das ursprüngliche, im Jahr 1859 von Jakob Friedrich Wanner erbaute Aufnahmegebäude im spätklassizistischen Stil wurde 2008 abgerissen und durch einen modernen, von Theo Hotz entworfenen sechsgeschossigen Stahlskelettbau ersetzt. Dieser erstreckt sich über eine Länge von 330 Metern entlang der Bahnstrecke und besitzt die zweitgrösste Bahnhofsuhr Europas. An der Südseite der Anlage befindet sich ein separater Bahnhof für die meterspurigen Strecken der Wynental- und Suhrentalbahn, die von Aargau Verkehr betrieben werden.

## Anlage
Aarau ist ein Anschlussbahnhof an der normalspurigen Ost-West-Hauptstrecke der Schweizerischen Bundesbahnen (SBB) von Zürich nach Bern, am Übergang zwischen den Teilstrecken Baden–Aarau und Aarau–Olten. Etwa fünf Kilometer weiter östlich zweigt in Rupperswil die Heitersbergstrecke nach Killwangen-Spreitenbach ab, eine direkte Verbindung in Richtung Zürich. Ihren Ausgangspunkt in Aarau haben auch die meterspurigen Strecken der Wynental- und Suhrentalbahn (WSB) der Bahngesellschaft Aargau Verkehr, die nach Schöftland und Menziken führen. Die Wynentalbahn befährt seit 2010 bis in die Nachbargemeinde Suhr die frühere SBB-Bahnstrecke Aarau–Suhr, deren 2004 stillgelegtes Trassee zu diesem Zweck umgespurt wurde.
Die Anlage ist von Osten nach Westen ausgerichtet und steht etwa 400 m südöstlich der Altstadt parallel zur Bahnhofstrasse. Sie liegt an einem vierspurigen Streckenabschnitt, der zurzeit von Rupperswil bis zum Aarauer Schachen reicht. Unmittelbar westlich des Bahnhofs unterqueren zwei doppelgleisige Tunnel den Schanzhügel, auf dem unter anderem das Regierungsgebäude und das Grossratsgebäude des Kantons Aargau stehen. Der ältere Stadttunnel I ist 567 m lang, der jüngere Stadttunnel II 614 m. Knapp westlich der Stadtgrenze beginnt der Eppenbergtunnel, der im Dezember 2020 eröffnet wurde und es ermöglicht, den vierspurigen Abschnitt bis nach Olten weiterzuführen.
Es gibt sechs Durchfahrtsgleise der SBB (Nr. 1 bis 6). Sie liegen am Hausperron, an zwei Mittelperrons und an einem Seitenperron, die alle überdacht sind. Hinzu kommt ein Zungenperron an der Nordseite, welches das Gleis 0 erschliesst (das einzige in der Schweiz mit dieser Nummer). Der Zugang zu den Perrons erfolgt über zwei breite Unterführungen. Hinzu kommen Treppen, die vom westlichen Ende beider Mittelperrons zum Verwaltungsgebäude Behmen II führen (dieses wird wegen seiner charakteristischen Form und seiner exponierten Lage über den Tunnelportalen auch «Wellenbrecher» genannt). In Richtung Zürich, nördlich der Streckengleise, befindet sich der Güterbahnhof Aarau, der einen 33'000 m² grossen Container-Umschlagterminal der Unternehmensgruppe Hupac beheimatet. Er verfügt über fünf Umschlaggleise von bis zu 300 m Länge und drei Mobilkräne mit einer Kapazität von je 40 Tonnen, die Lagerfläche beträgt 1200 m².

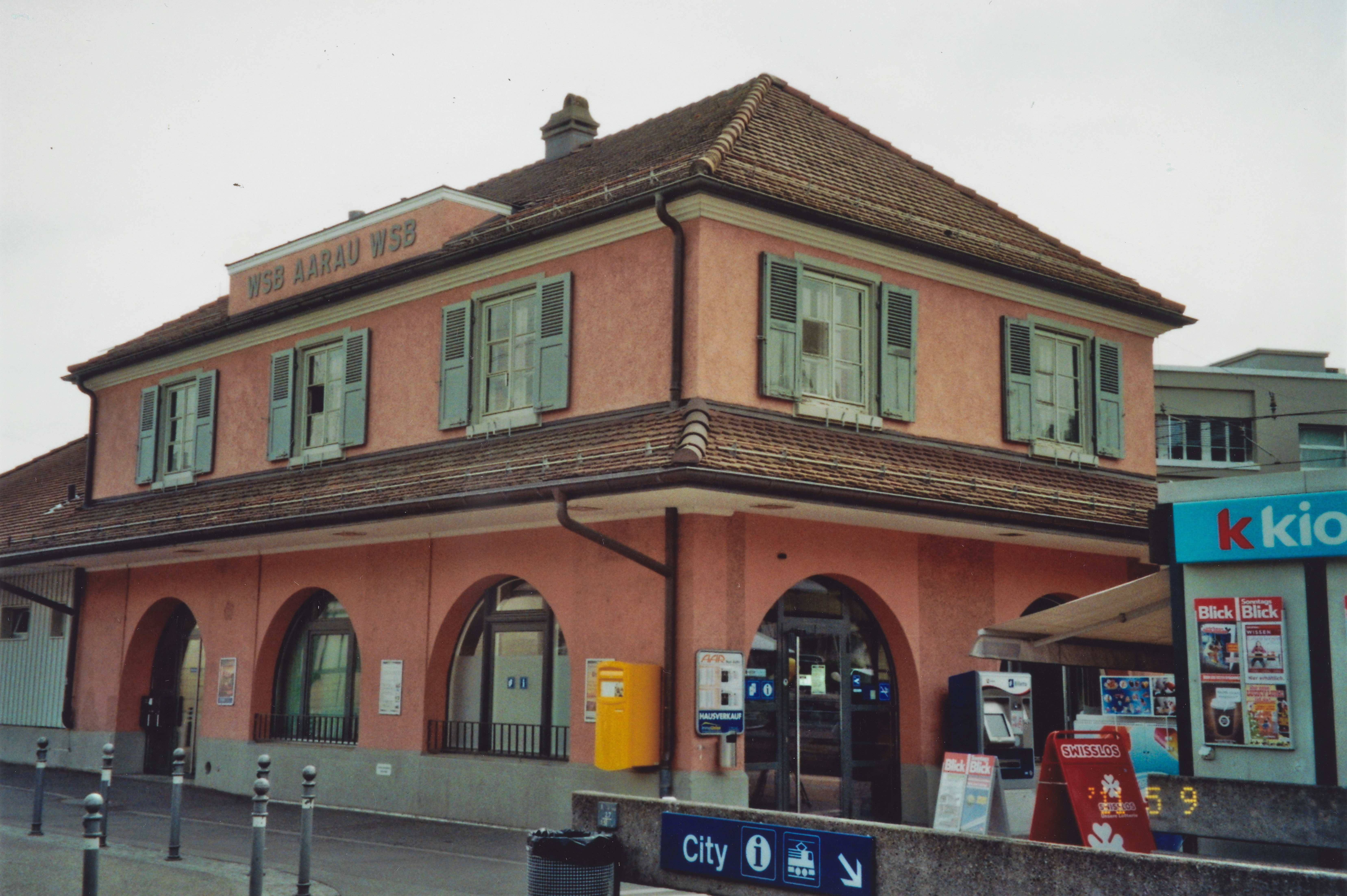
Aarau: WSB-Stationsgebäude Strassenseite (2011)

Südlich des SBB-Bahnhofs, getrennt durch die Hintere Bahnhofstrasse, erstrecken sich in Ost-West-Richtung drei Gleise der WSB (Nr. 11 bis 13). Gleis 11 befindet sich am WSB-Stationsgebäude, die beiden anderen liegen an einem Mittelperron. Das Trassee der Suhrentalbahn biegt unmittelbar nach dem Bahnhof in südlicher Richtung ab und führt durch einen 260 m langen Tunnel zur nächstgelegenen Haltestelle Binzenhof. Das 1924 erbaute WSB-Aufnahmegebäude wurde 2020 abgerissen und durch ein Provisorium ersetzt. Im Bau ist an derselben Stelle ein moderner Neubau, der 2024 eröffnet werden soll.

## Architektur

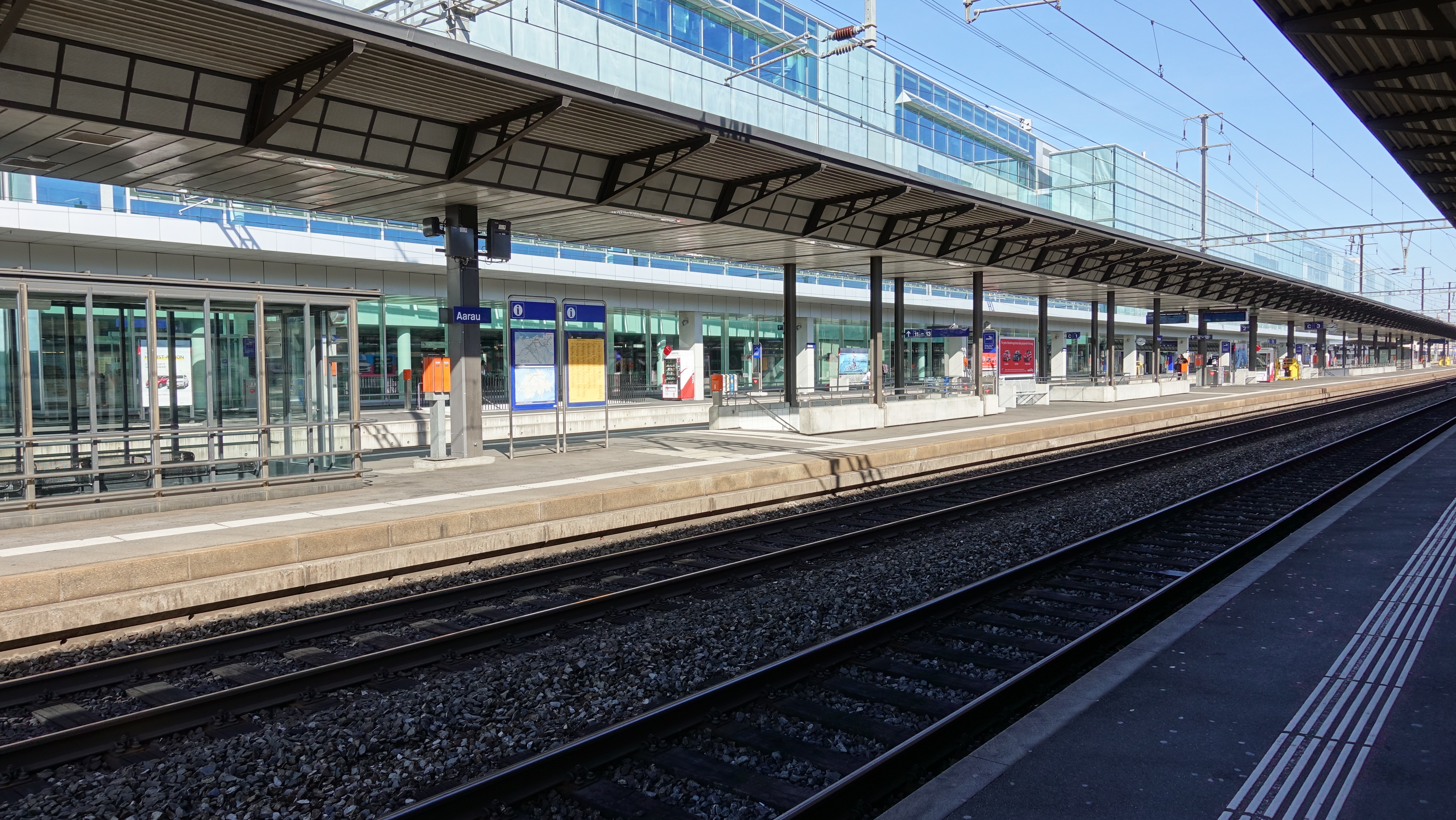
Blick auf die Bahnperrons

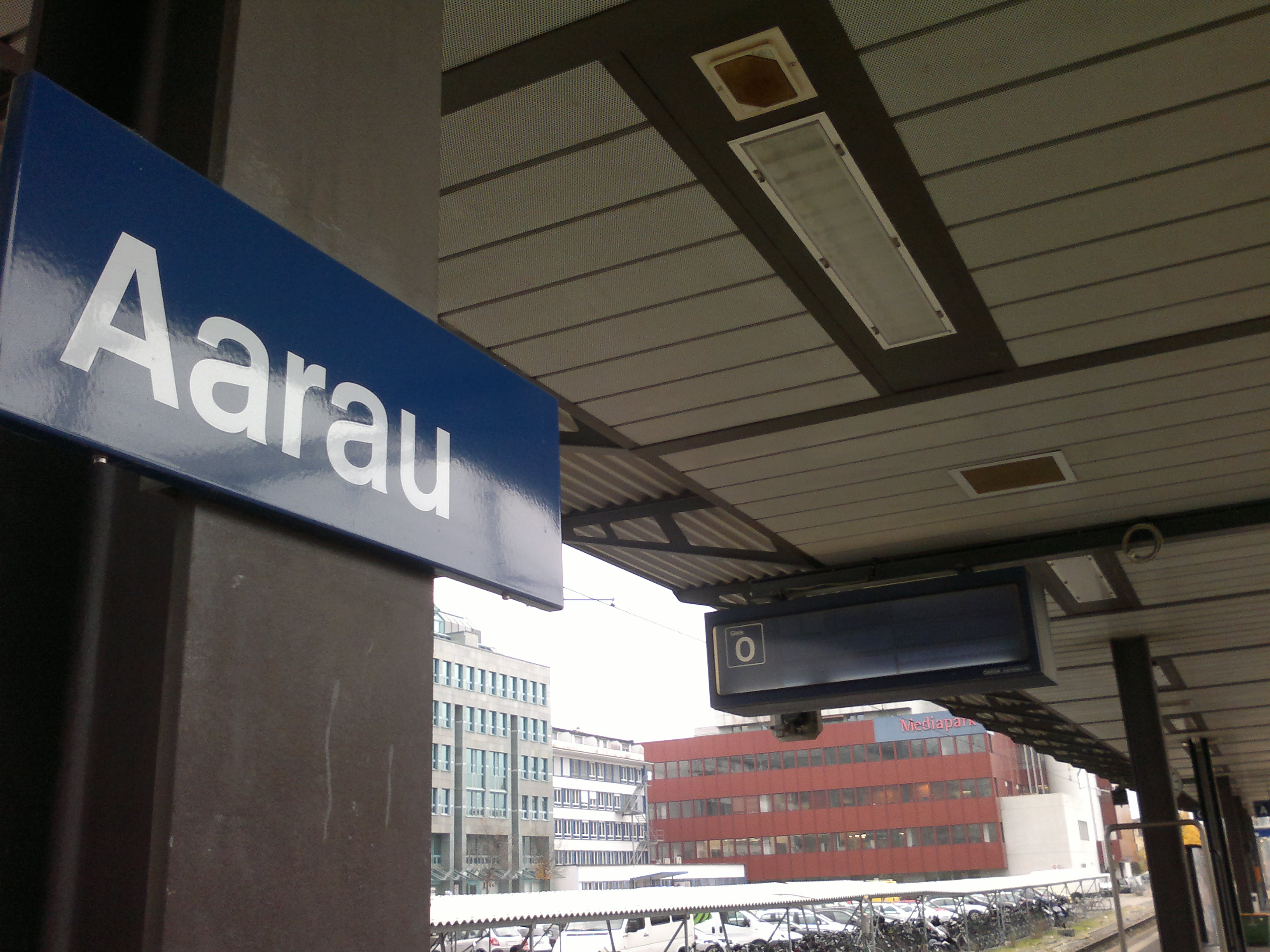
Das Gleis 0

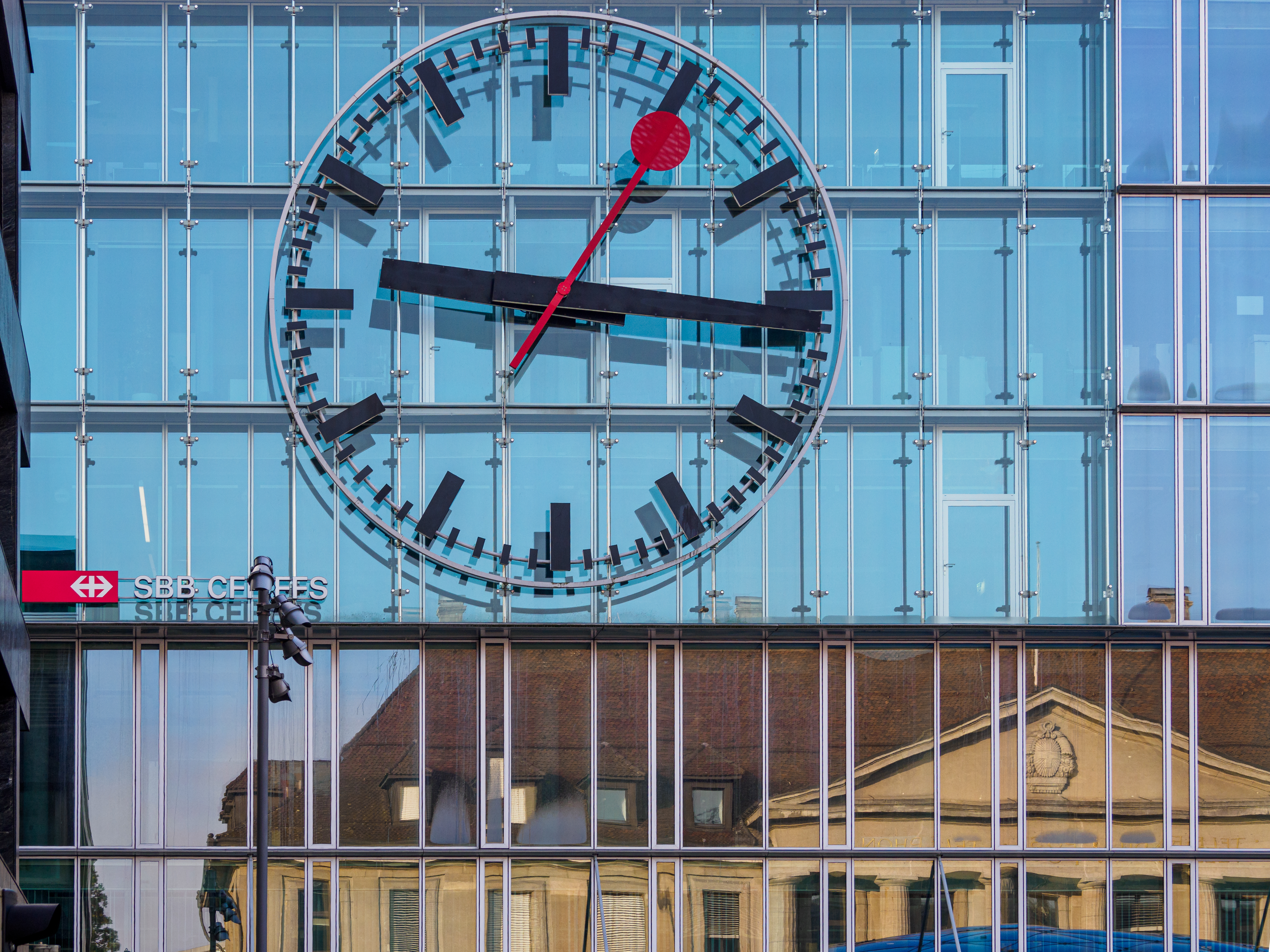
Bahnhofsuhr Aarau

Das vom renommierten Architekten Theo Hotz entworfene Aufnahmegebäude erstreckt sich über eine Länge von 330 m entlang der Nordseite der Streckengleise. Der schlanke, vollständig verglaste Stahlskelettbau mit Doppelwandfassaden besitzt sechs Stockwerke und drei Untergeschosse. Er wird von runden Säulen getragen und durch sieben massive Treppenhäuser ausgesteift. Mit seiner klaren Form am Rand des Gleisraums fasst er den heterogen bebauten Stadtraum vom Hauptsitz der Aargauischen Kantonalbank westlich des Bahnhofplatzes bis zum Güterplatz im Osten zusammen, gleichzeitig wirkt er als Lärmschutz zur Bahnhofstrasse hin. Das Gebäude entstand in zwei Etappen: der längere westliche Teil in den Jahren 2008 bis 2010, der kürzere östliche Teil (auch «Gleis 0» genannt) in den Jahren 2016 bis 2018. Äusserlich unterscheiden sie sich kaum.
Für den Publikumsverkehr bedeutend ist insbesondere die dreigeschossige Haupthalle im westlichen Gebäudeteil, in die beide Unterführungen sowie die meisten Eingänge, Rolltreppen und Lifte münden. Sie enthält das Bahnreisezentrum und über 20 Läden im ersten Untergeschoss (darunter eine Coop-Filiale) sowie Restaurants im Erdgeschoss mit Terrassen auf dem Bahnhofplatz. Die Flächen in den Obergeschossen sind frei unterteilbar; hier befinden sich unter anderem Büros der Kantonsverwaltung sowie eine Aussenstelle des Kantonsspitals Aarau für ambulante Behandlungen. Der östliche Gebäudeteil enthält neben weiteren Büros und einer Migros-Filiale auch 91 Mietwohnungen verschiedener Grössen, die von drei Seiten her vier begrünte Innenhöfe umfassen; auf der vierten Seite trennt nur eine Glasmembran die Höfe von den Gleisen.
Neben und unter der Ladenpassage befindet sich ein zweigeschossiges Parkhaus mit 400 Parkplätzen, davon 45 für Kurzzeitparkierer. Daran schliesst sich unter dem Gebäudeteil «Gleis 0» ein weiteres Parkhaus mit 285 öffentlichen und privaten Parkplätzen an; beide Parkhäuser nutzen dieselben Ein- und Ausfahrten. Im dritten Untergeschoss sind Technik- und Lagerräume sowie ein Zugang zu den Meyerschen Stollen zu finden. Dieses Stollensystem stammt aus der Zeit um 1800 und wurde durch den Fabrikanten Johann Rudolf Meyer erbaut, um damit Grundwasser zu seiner Seidenbandweberei zu leiten; es kann im Rahmen von Führungen besichtigt werden.
An der platzseitigen Fassade des westlichen Gebäudeteils hängt über dem Haupteingang die zweitgrösste Bahnhofsuhr Europas. Mit einem Durchmesser von neun Metern erstreckt sich das Zifferblatt über drei Stockwerke. Die Zeiger wiegen bis zu 150 kg, das Uhrwerk 450 kg. Das Design entspricht jenem der 1944 von Hans Hilfiker entworfenen «Schweizer Bahnhofsuhr». Zu Beginn waren nachts zwar die Stundenmarkierungen zu sehen, nicht aber die Zeiger, was den Nutzen der Uhr einschränkte. Im Dezember 2013 ersetzte man die alten Zeiger durch neue beleuchtete Zeiger. In den drei Jahren nach der Inbetriebnahme herrschte allgemein auch die Meinung vor, die Aarauer Bahnhofsuhr sei die grösste Europas, doch dann stellte sich dies als Falschinformation heraus. Die grösste befindet sich im Bahnhof Cergy-Saint-Christophe bei Paris und hat einen Durchmesser von zehn Metern. Seit Juni 2013 verdeckt die «Wolke» zum Teil die Sicht auf die Uhr. Dabei handelt es sich um das Dach der Busstation auf dem Bahnhofplatz. Elf Stelzen tragen zwei transparente bläuliche Folien, die sich über die Bushaltestellen spannen. Zwei automatische Pumpen sorgen für den nötigen Überdruck, damit das von Mateja Vehovar entworfene Dach seine wolkenartige Form beibehält.

## Linien
Im Jahr 2018 ermittelten die SBB an Werktagen (Montag bis Freitag) ein durchschnittliches Verkehrsaufkommen von 44 800 Fahrgästen täglich, an Wochenenden und Feiertagen durchschnittlich 22 700.

### Fernverkehr
Züge folgender Fernverkehrslinien halten am Bahnhof Aarau:
- 5 Lausanne – Biel/Bienne – Zürich HB ( – St. Gallen/Rorschach)  (Aarau wird stündlich bedient)
- 16 Bern – Olten – Brugg AG – Zürich HB
- 37 Basel SBB – Aarau – Zürich HB
- 6 Olten – Lenzburg – Arth-Goldau (Südbahn-Express, nur am Wochenende)
- 12 Olten – Brugg AG – Wettingen (– Zürich HB)
- 37 Aarau – Lenzburg – Zürich HB

### Regionalverkehr
Der Bahnhof Aarau wird von vier Linien der S-Bahn Aargau bedient:
- S 14 Menziken – Aarau – Schöftland (WSB)
- S 23 Langenthal – Olten – Aarau – Lenzburg – Brugg – Baden
- S 26 Olten – Aarau/Lenzburg – Wohlen – Muri – Rotkreuz
- S 29 Sursee – Zofingen – Olten – Aarau – Wildegg – Brugg – Turgi  (Zofingen – Turgi halbstündlich, stündliche Durchbindung von/nach Sursee)

Ebenso ist Aarau die Endstation einer Linie der S-Bahn Zürich:
- S 11 Aarau – Lenzburg – Dietikon – Zürich HB – Stettbach – Winterthur – Seuzach/Sennhof-Kyburg (– Wila)

### Nahverkehr
Vom Aarauer Bahnhofplatz aus verkehren folgende Postautolinien:
- 135 Aarau – Küttigen – Staffelegg – Densbüren – Herznach – Ueken – Frick
- 136 Aarau – Küttigen – Benkerjoch – Oberhof – Wölflinswil – Wittnau – Gipf-Oberfrick – Frick

Ausserdem fahren sämtliche Linien des Busbetriebs Aarau den Bahnhofplatz an:
- 1 Küttigen Kreuz – Rombach – Aarau Bahnhof – Buchs Wynenfeld
- 2 Rohr Unterdorf – Telli – Aarau Bahnhof – Erlinsbach Oberdorf (– Barmelweid)
- 3 Aarau Bahnhof – Wöschnau – Schönenwerd Bahnhof – Gretzenbach Weid
- 4 Biberstein Ihegi – Scheibenschachen – Aarau Bahnhof – Suhr Bahnhof
- 5 Aarau Bahnhof – Goldern – Zelgli – Aarau Bahnhof
- 6 Suhr Bahnhof – Kantonsspital – Aarau Bahnhof – Wöschnauring
- 7 Aarau Bahnhof – Zelgli – Goldern – Aarau Bahnhof

### Nachtverkehr
Der Nachtverkehr (in den Nächten Freitag/Samstag und Samstag/Sonntag) umfasst zwei S-Bahn- und fünf Buslinien:
- SN1 Aarau – Wildegg – Brugg – Dietikon – Zürich HB – Stettbach – Winterthur
- SN11 Olten – Aarau – Mellingen Heitersberg – Dietikon – Zürich HB – Stettbach – Winterthur

- N21 Aarau Bahnhof – Küttigen – Biberstein
- N22 Rohr Unterdorf – Aarau Bahnhof – Erlinsbach Oberdorf
- N24 Aarau Bahnhof – Buchs AG – Suhr – Gränichen – Reinach – Menziken
- N25 Aarau Bahnhof – Oberentfelden – (Suhr) – Muhen – Schöftland – Holziken – Kölliken
- N28 Aarau Bahnhof – Buchs AG – Suhr – Entfelden – Kölliken – Safenwil – Oftringen – Zofingen Bahnhof
- N94 Aarau Bahnhof – Buchs AG – Aarau Rohr – Rupperswil – Schafisheim – Lenzburg

## Geschichte

### Streckenbau

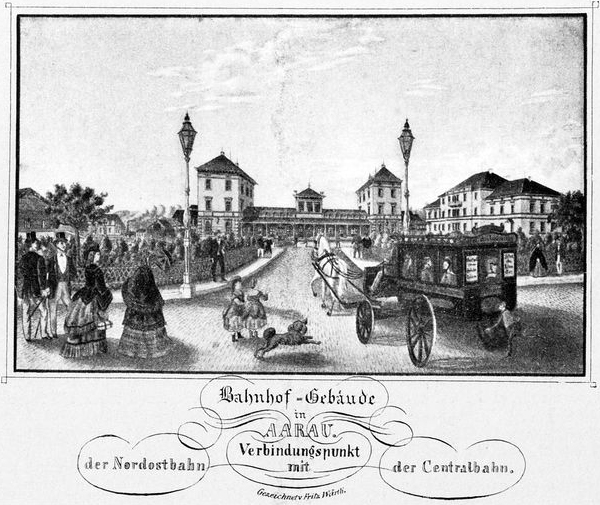
Ansicht des Bahnhofs (1870)

Mitte des 19. Jahrhunderts entstand das Schweizer Eisenbahnnetz in seinen Grundzügen durch private Bahngesellschaften, wobei die Kantonshauptstadt Aarau relativ früh durch Eisenbahnen erschlossen wurde. Hier trafen die Schienennetze der Schweizerischen Centralbahn (SCB) im Westen und der Schweizerischen Nordostbahn (NOB) im Osten aufeinander. 1850 entwarfen die britischen Ingenieure Robert Stephenson und Henry Swinburne im Auftrag des Bundesrates ein Grobkonzept für ein nationales Eisenbahnnetz. Dabei schlugen sie als möglichen Jura-Übergang auch die Schafmattbahn von Sissach nach Aarau vor, woran eine Strecke durch das Suhrental nach Sursee angeschlossen worden wäre. Kantons- und Stadtbehörden setzten sich vergeblich für Aarau als zukünftigen Knotenpunkt der Ost-West- und Nord-Süd-Hauptstrecken ein. Die SCB entschied sich 1853 stattdessen für den Bau der weiter westlich gelegenen Hauensteinstrecke nach Olten.
Gemäss dem Projekt Stephenson/Swinburne sollte der Bahnhof von Aarau im Bereich der Flösserstrasse beim südlichen Brückenkopf der Kettenbrücke errichtet werden. Da die vorgeschlagene Streckenführung entlang der Aare durch überschwemmungsgefährdetes Gebiet geführt hätte, plante die NOB, die sich die Konzession für den Abschnitt östlich von Aarau gesichert hatte, eine alternative Streckenführung südlich der Vorstadt. Die Aargauer Kantonsregierung widersetzte sich diesem Vorhaben, da die Strecke sonst auf dem Schanzhügel den Park hinter dem Grossratsgebäude durchschnitten hätte. Zustimmung erhielt schliesslich ein von der SCB ausgearbeitetes Projekt für einen Tunnel vom Schachen unter dem Schanzhügel hindurch, wobei der Bahnhof im Bereich der Saxer’schen Bleiche südöstlich der Altstadt vorgesehen war. Die gewählte Linienführung mit Damm und Tunnel erwies sich über die Jahre in städtebaulicher Hinsicht als optimale Lösung.
Am 9. Juni 1856 eröffnete die SCB die Strecke von Emmenbrücke über Sursee und Olten nach Aarau. Da der 463 m lange Stadttunnel unter dem Schanzhügel noch nicht fertiggestellt war, nutzten die Fahrgäste ein einfaches Provisorium neben dem Westportal (beim heutigen Restaurant Schützen). Vermutlich handelte es sich dabei um einen hölzernen Güterschuppen mit angebautem Wartesaal; Informationen darüber sind sehr spärlich. Am 1. Mai 1858 nahm die SCB den Tunnel in Betrieb und brach daraufhin das Provisorium ab. Zwei Wochen später, am 15. Mai 1858, eröffnete die NOB die Strecke Aarau–Brugg. Somit bestanden nun durchgehende Schienenstränge zwischen Zürich, Bern und Basel. Der Bahnhof diente beiden Bahngesellschaften, für den Betrieb war die NOB zuständig. Das Aufnahmegebäude war noch nicht fertiggestellt, weshalb die NOB im bereits bestehenden Güterschuppen provisorische Räume für Personenverkehr und Verwaltung einrichtete.

### Erstes Aufnahmegebäude

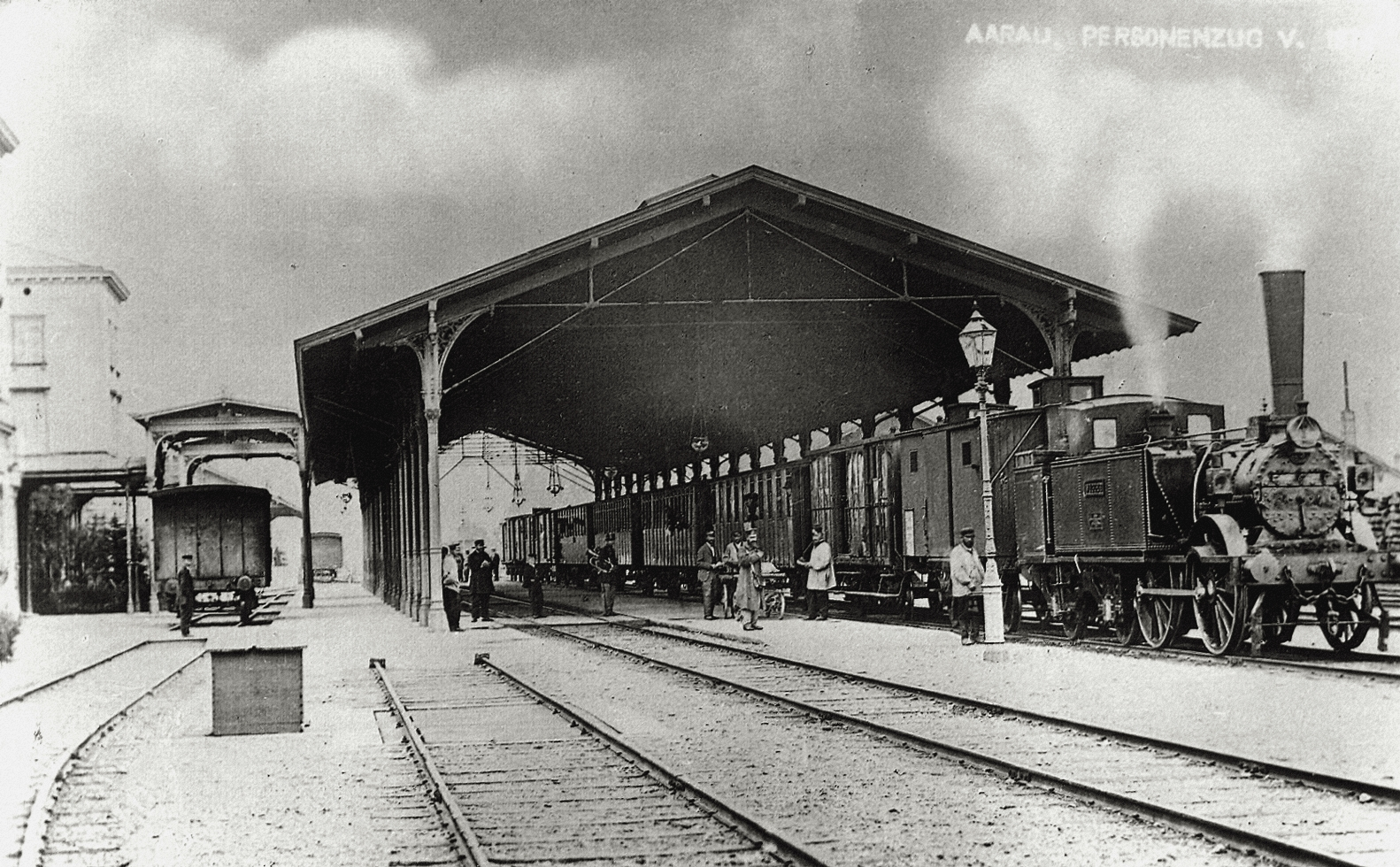
Einsteighalle um 1870

Aarau war das zweite grosse NOB-Aufnahmegebäude nach jenem in Romanshorn. Im April 1856 hatte die NOB ihrem Oberingenieur August von Beckh und dem Architekten Jakob Friedrich Wanner den Auftrag für ein definitives Gebäude erteilt. Nur einen Monat später erteilte die Kantonsregierung die Baubewilligung, worauf die Bauarbeiten unverzüglich begannen. Nach dreijähriger Bauzeit konnte es am 1. Oktober 1859 dem Betrieb übergeben werden. Wanner gliederte das Gebäude in fünf Teile und fasste diese zu einem breit gelagerten, achsensymmetrischen Bau mit 15 Fensterachsen zusammen, der sich über eine Länge von 51 Metern der Bahnlinie entlang erstreckte. Sowohl auf der Gleis- als auch auf der Stadtseite waren offene Vorhallen angefügt, ihre Dächer getragen von gusseisernen Säulen mit Sockel und Kapitell. In der stadtseitigen Vorhalle waren die Billettschalter von NOB und SCB zu finden. Dahinter lagen eingeschossige Querhallen mit zwei Wartesälen (erste bzw. zweite/dritte Klasse, beide mit Restaurant). Verbunden waren sie durch einen zweigeschossigen Mittelbau mit dreigeschossigen Seitentrakten, wodurch sich ein H-förmiger Grundriss ergab. Bis 1869 mietete sich die Post im Westtrakt ein.
Das schlichte spätklassizistische Bauwerk im gelblichen Farbton verzichtete auf übermässigen Prunk. Das Erdgeschoss bestand aus Rustica-Mauerwerk und besass Rundbogenfenster, ein breites Gurtgesims fasste alle Gebäudeteile zusammen. Die darüber liegenden Stockwerke waren verputzt, ihre Fenster wiesen einfache Gesimse und Verdachungen auf. Die äussersten Fensterachsen waren an den Seitenfassaden als Eckrisalite ausgebildet. Nach oben schlossen ein Kranzgesims und ein Würfelfries die Baukörper ab, die von drei flachen Walmdächern gedeckt waren. Eher der Neorenaissance zuzuordnen waren die von Pilastern flankierten Rundbogenöffnungen im Erdgeschoss der Seitentrakte sowie eine Balustrade und ein Akanthusfries über der Vorhalle. In einem Abstand von etwa 60 Metern zum Schienenstrang verlief die Landstrasse, die nun Bahnhofstrasse hiess. Dazwischen entstand ein weitläufiger, parkähnlich gestalteter Platz. In dessen Mitte führte eine Zufahrtsstrasse, flankiert von eingezäunten Gärten, zum Eingang. Ein weiteres wichtiges Bauwerk war die Einstieghalle, welche die beiden Hauptgleise auf einer Länge von 88 Metern mit einem einfachen Satteldach überdeckte. Sie war nicht mit dem Aufnahmegebäude verbunden und wurde von 40 Gusseisensäulen getragen.

### Aus- und Umbauten

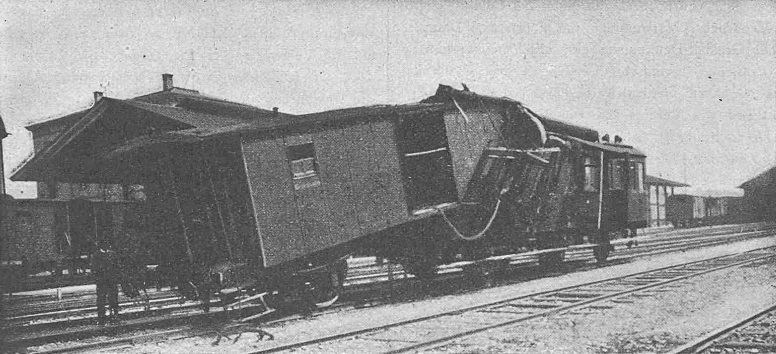
Unfall 1899

Kaum war der Bahnhof gebaut, stiess die Bahnstrecke bald an ihre Kapazitätsgrenzen. 1862 baute die NOB den Streckenabschnitt zwischen Turgi und Aarau auf Doppelspur aus. Am 16. Juli 1872 war der Doppelspurausbau des Abschnitts Aarau–Olten durch die SCB abgeschlossen. Beide Bahngesellschaften erstellten in den Jahren 1873 bis 1881 gemeinsam die Aargauische Südbahn, die im benachbarten Rupperswil von der Hauptstrecke abzweigt und nach Immensee führt, wo sie auf die Gotthardbahn trifft. Um vom deutlich zunehmenden Güterverkehr und vom wachsenden Warenumschlag zu profitieren, bauten die Brüder Riggenbach östlich des Bahnhofs eine grosse Lagerhalle und gründeten das Unternehmen Lagerhäuser der Centralschweiz. Als dritte Bahngesellschaft kam die Schweizerische Nationalbahn hinzu, die am 6. September 1877 eine kurze Stichstrecke von Suhr nach Aarau eröffnete. Diese ging wenig später nach dem Konkurs der Nationalbahn in den Besitz der NOB über. Nach und nach schrumpften die Gärten auf dem Bahnhofplatz und bestanden um die Jahrhundertwende nur noch aus zwei runden Rabatten an der Zufahrt zum Haupteingang. Am Abend des 4. Juni 1899 fuhr der NOB-Nachtschnellzug Zürich–Genf über den vorgeschriebenen Haltepunkt hinaus und stiess dabei mit zwei abgestellten SCB-Lokomotiven zusammen. Der Unfall forderte zwei Tote und drei Schwerverletzte (siehe dazu Eisenbahnunfall von Aarau).
Per 1. Januar 1902 gingen die NOB und die SCB in den staatlichen Schweizerischen Bundesbahnen (SBB) auf, wodurch der bisher übliche Lokomotiv- und Personalwechsel in Aarau entfiel. 14 Jahre zuvor hatte Olivier Zschokke die Idee der Schafmattbahn erneut aufgegriffen, diesmal als Ergänzung zur allmählich überlasteten Hauensteinstrecke. Nach lang andauernden Planungen fiel die Wahl letztlich auf den Hauenstein-Basistunnel, womit Aarau den Traum von einem Hauptstrecken-Knotenpunkt endgültig begraben musste. Zwei elektrische Schmalspurbahnen sorgten dafür, dass Aarau immerhin zu einem regionalen Bahnknoten aufstieg. Am 19. November 1901 nahm die Aarau-Schöftland-Bahn (AS) den Betrieb auf der Strecke nach Schöftland im Suhrental auf, am 5. März 1904 folgte die Wynentalbahn (WTB) nach Reinach im Wynental (zwei Monate später nach Menziken verlängert). Letztere verkehrte zunächst bis zur provisorischen Haltestelle Gais östlich des Bahnhofs und erreichte am 22. Februar 1906 den Bahnhof selbst. Beide Bahnen hatten ihren Ausgangspunkt auf dem Bahnhofplatz, wo eine Gleisverbindung bestand; die AS befuhr die Bahnhofstrasse als Strassenbahn.

Luftbild aus 150 m Höhe von Walter Mittelholzer (1919)

Die SBB wiederum nahmen 1902 unverzüglich den Ausbau des Bahnhofs in Angriff. Als erstes entstand neben dem Übergang Bankrain (zwischen Bahnhof und Tunnelportal) eine Fussgängerpasserelle, erbaut nach NOB-Plänen von 1875/76. Im Jahr 1905 begannen die Detailplanungen an der Erweiterung des Aufnahmegebäudes, 1909 setzten die SBB diese um. Dabei wurde der Mitteltrakt um eine auf drei Etagen erhöht und als weit vorspringender Mittelrisalit über die Vorhalle hinweg auf den Bahnhofplatz verlängert. Der Risalit, der ein Satteldach quer zur Bahnlinie und ein reich verziertes Dreieckgiebelfeld erhalten hatte, war nun das dominierende architektonische Element. Eine von löwenköpfigen Chimären flankierte Bahnhofsuhr bildete dessen Zentrum. Durch die Verglasung der stadtseitigen Vorhalle entstand ein Vestibül. Ebenso verlegte man die Schalter ins Gebäudeinnere. Eine rationellere Gebäudeaufteilung schuf Platz für zwei grosse Wartesäle, ohne das Restaurant wesentlich verkleinern zu müssen. Die oberen Stockwerke enthielten einen Saal, Büros und Personalzimmer, ein einstöckiger Flachdach-Anbau an den Osttrakt zusätzliche Dienst- und Gepäckräume. Der Name des Architekten ist nicht überliefert.

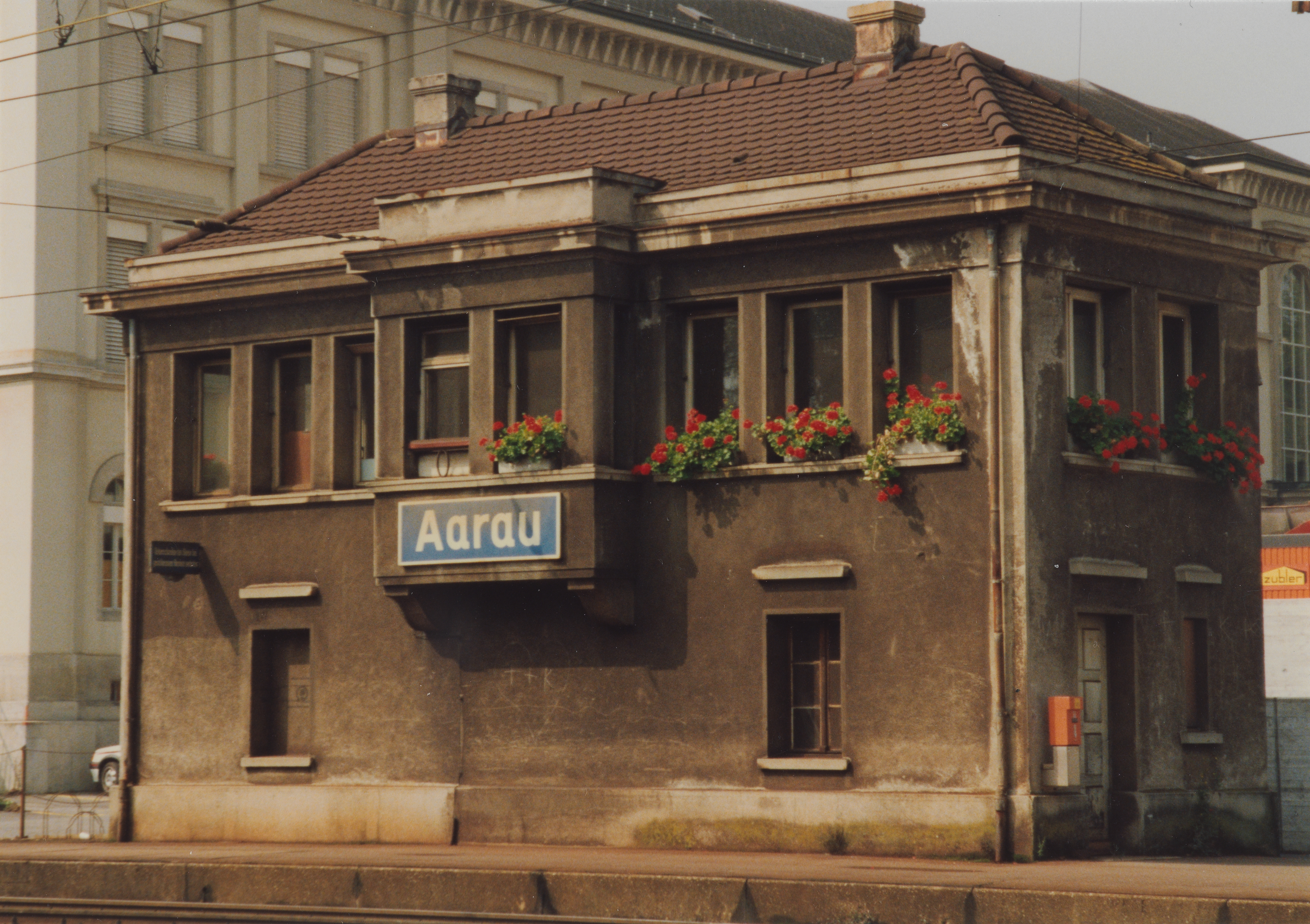
Stellwerk III (1990)

Im Hinblick auf die bevorstehende Elektrifizierung nahmen die SBB ab 1922 einen weiteren Ausbau vor. Es entstanden zwei Unterführungen, wobei die westliche bis zum Mittelperron und die östliche zur Hinteren Bahnhofstrasse führte. Da die Einsteighalle den späteren Fahrleitungen im Weg stand, musste sie abgebrochen werden. Stattdessen erhielten der neue Mittelperron und der verbreiterte Hausperron ein Dach. Die WTB baute 1924 auf der Südseite des Bahnhofs ein eigenes Aufnahmegebäude, einen rötlich-braun verputzten Heimatstilbau mit breiten Bogenfenstern, Vordach und angebautem Güterschuppen. Dadurch ging der direkte Anschluss an die AS verloren, die weiterhin durch die Bahnhofstrasse verkehrte. Der Bahnhofplatz erhielt eine neue Pflästerung, während das im Hinblick auf das Eidgenössische Schützenfest 1924 eingeweihte Schützendenkmal auf einem hohen Sockel inmitten einer Brunnenanlage einen optischen Anziehungspunkt in der Platzmitte bildete. Der elektrische Betrieb auf der Hauptstrecke Zürich–Olten wurde am 21. Januar 1925 aufgenommen, auf der Zweigstrecke in Richtung Suhr am 15. Juli 1946.

### Zur Unkenntlichkeit modernisiert
Unter der Leitung von Alfred Ramseyer erfolgte in den Jahren 1948 bis 1951 ein weiterer markanter Umbau. Die stadtseitige Vorhalle wurde geschlossen und dem Bahnhofrestaurant zugeschlagen, darüber entstand im ersten Stockwerk ein Anbau mit neuen Toiletten. Der Mittelrisalit auf der Platzseite erhielt vier zusätzliche Fensterachsen, sodass die Schalterhalle vergrössert werden konnte. Ein eingeschossiger Anbau an den Westflügel nahm den Kiosk und zwei Wartesäle auf, um im Innern einen neuen Durchgang schaffen zu können. Ebenso modernisierte man die Inneneinrichtung. Der Eingriff war zwar massiv, doch Ramseyer nahm sowohl Wanners Raumkonzept als auch dessen äussere Gliederung auf und passte sie an die frühe Nachkriegsmoderne an. Die Auflösung der Symmetrie und der Wechsel der Formensprache können dennoch als Störung des Gesamtkonzepts betrachtet werden. WTB und AS schlossen sich 1958 zur Wynental- und Suhrentalbahn (WSB) zusammen (2019 in Aargau Verkehr aufgegangen). Das nördlichste Teilstück der Suhrentalbahn durch die Aarauer Innenstadt wurde am 5. November 1967 aufgehoben und in einen 260 m langen Tunnel zum WSB-Bahnhof an der Hinteren Bahnhofstrasse verlegt, womit es nun wieder eine Verbindung zur Wynentalbahn gab.

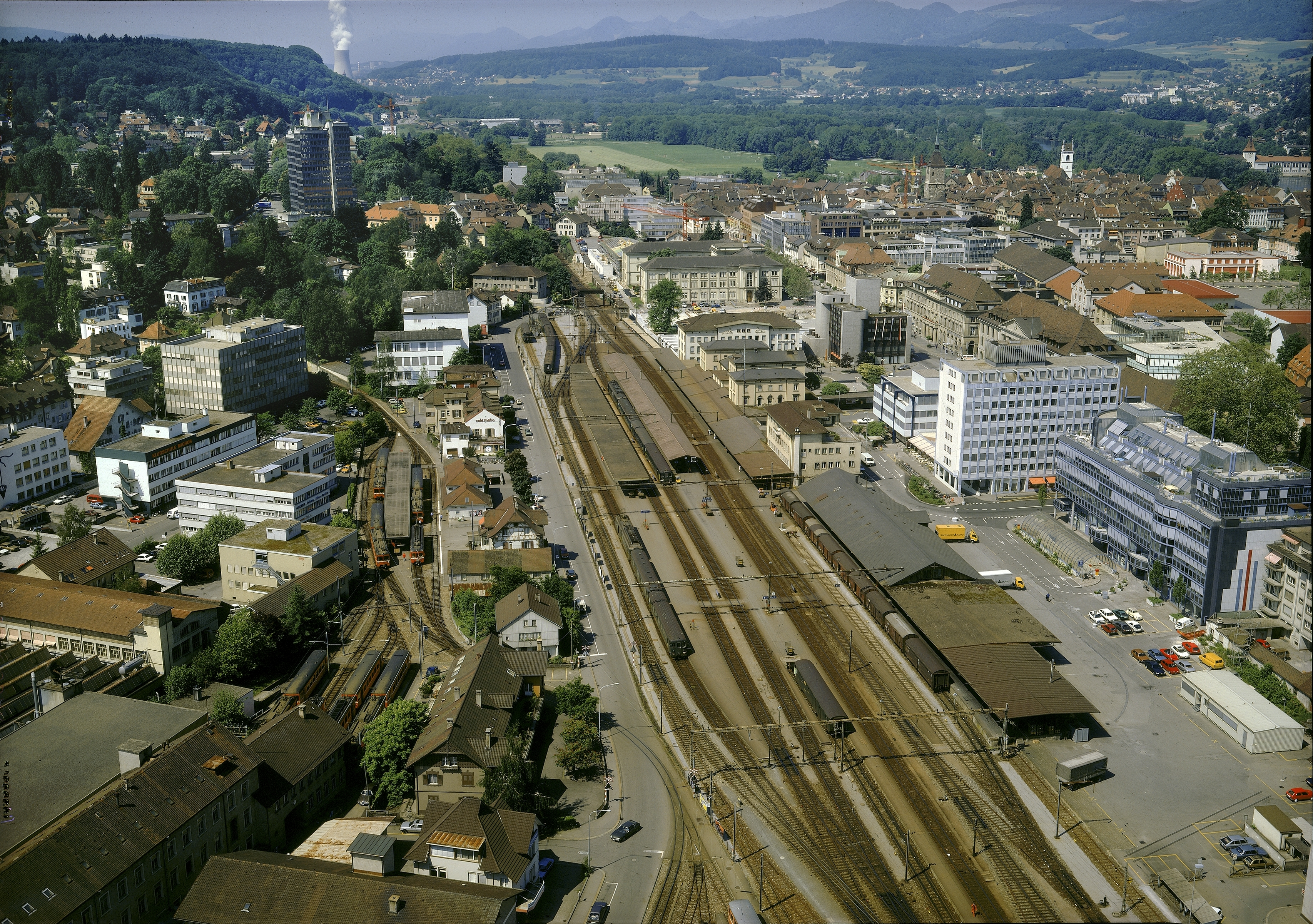
Luftansicht von 1989

Um 1960 delegierten die SBB Kompetenzen ihrer Hochbaubüros zu den Bahnmeistern, die nun über eigene Bautrupps verfügten. Diese Regelung war zwar effizient und praktisch, doch die architektonische Qualität der SBB-Bauten litt darunter, da sich die Eingriffe nicht an einem gestalterischen Konzept orientierten. In der Folge wurden im Bahnhof Aarau je nach aktuellen betrieblichen Bedürfnissen Dienst- und Publikumsräume neu aufgeteilt und umgenutzt oder die Zahl der Fenster- und Türöffnungen verändert. Ausserdem ging die originale Innenausstattung fast komplett verloren. 1972 bauten die SBB und die Stadt Aarau unter dem Bahnhofplatz ein Parkhaus, wofür der bisher leicht geneigte Platz auf der Seite des Bahnhofs angehoben werden musste. Dadurch verschwanden die Vortreppen und das proportionale Gleichgewicht der Baukörper. Ein massives Vordach zerschnitt das Aufnahmegebäude in einen unteren und oberen Teil; es fand seine Fortsetzung in einem Dach über dem Busperron, das weit auf den bisher leeren Bahnhofplatz hinausragte. Das Schützendenkmal wurde (ohne Sockel und Brunnen) an den Rand verschoben und der Platz mit zahlreichen Installationen vollgestellt, darunter die Rampen zum Parkhaus, Parkplätze, Taxistand, Postauto-Haltestelle, verschiedene Stadtmöbel, eine Skulptur von Ernst Suter und ein Fertigbau-Pavillon für das SBB-Bahnreisezentrum. Insgesamt wirkte der Ort unübersichtlich, und die vielen baulichen Eingriffe liessen die architektonische Qualität des Aufnahmegebäudes vollends in den Hintergrund treten.
Die Zustimmung zum Ausbaukonzept Bahn 2000 in einer eidgenössischen Volksabstimmung im Jahr 1987 brachte neue Dynamik in die Entwicklung des Bahnhofs. Eines der zahlreichen Teilvorhaben war der Ausbau des Abschnitts Aarau–Rupperswil von zwei auf vier Gleise. Dazu gehörte unmittelbar westlich des Bahnhofs auch der Bau eines zweiten Tunnels, parallel zum bestehenden Stadttunnel von 1858. Der 614 m lange Stadttunnel II ging 1993 in Betrieb, anschliessend sanierte man den älteren Stadttunnel I und verlängerte ihn auf 567 m. Er ging am 20. August 1995 wieder in Betrieb, zusammen mit dem dritten Gleis zwischen Aarau und Rupperswil; das vierte Gleis stand ab 30. November 1996 zur Verfügung. Die zusätzliche Doppelspur erforderte einen vollständigen Umbau der Gleis- und Perronanlagen unter laufendem Betrieb (inkl. Verlängerung der westlichen Unterführung zur Hinteren Bahnhofstrasse). Ebenso riss man alle noch bestehenden historischen Nebenbauten ab (Güterschuppen, Lokdepot, Passerelle und Stellwerkgebäude sowie Depot und Verwaltungsgebäude der WSB). Am 12. Dezember 2004 legten die SBB die Bahnstrecke nach Suhr still. Seit dem 22. November 2010 verkehren auf ihr stattdessen die WSB-Züge (anstatt wie bisher auf der Hauptstrasse), wofür die Strecke umgespurt werden musste.

### Abriss und Neubau

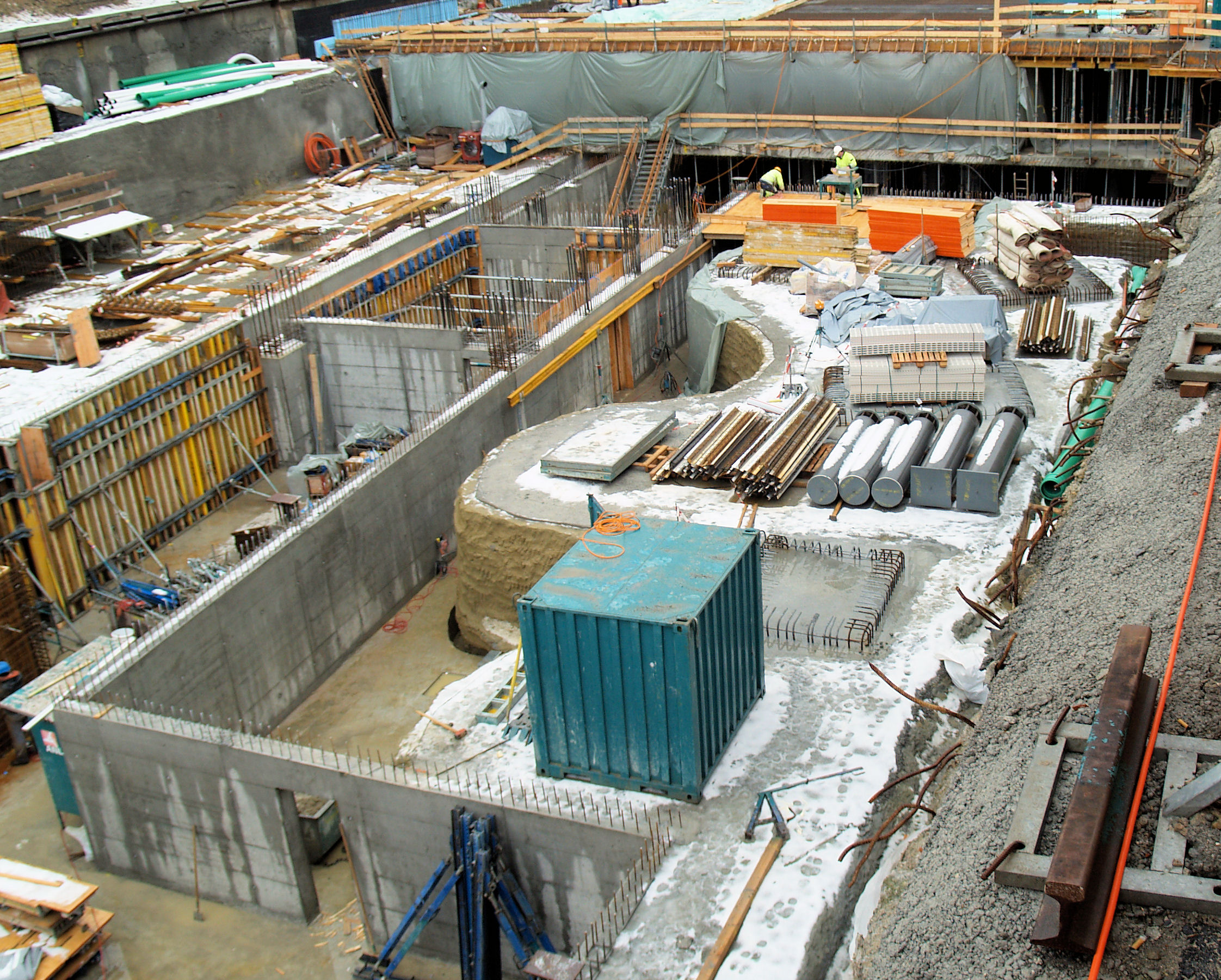
Baugrube des neuen Bahnhofs

Im Zusammenhang mit diesen umfangreichen Bauarbeiten stellte sich die Frage nach der Zukunft des Aufnahmegebäudes. 1986 bildete sich als koordinierende Planungsbehörde die Behördendelegation Bahnhofgebiet Aarau, in der das kantonale Baudepartement, die Stadt Aarau und die SBB vertreten waren. Im selben Jahr lag ein Bericht des Planungsbüros Metron vor, der die Szenarien Abbruch/Neubau, Umbau/Renovation und denkmalpflegerische Restaurierung miteinander verglich. Der Bericht kam zum Schluss, dass im Aufnahmegebäude nur noch wenig authentische Bausubstanz vorhanden war und eine Restaurierung viele Rekonstruktionen erfordert hätte. Ulrich Siegrist, der für das Baudepartement zuständige Regierungsrat, sprach sich 1989 ebenfalls für einen Neubau aus, trotz Widerstands der kantonalen Denkmalpflege. Die Behördendelegation veranstaltete 1991 einen Architektenwettbewerb für ein Aufnahmegebäude, die angrenzenden Grundstücke und den Bahnhofplatz mit Busstation. Parallel dazu fand ein Ideenwettbewerb für den Ausbau des WSB-Bahnhofs und die Gestaltung seiner Umgebung statt. Von den 18 eingereichten Vorschlägen wollte nur einer das alte Aufnahmegebäude erhalten. Nachdem die Erst- und Zweitplatzierten dazu aufgefordert worden waren, ihre Entwürfe zu überarbeiten, fiel 1992 die Wahl der Jury auf das Projekt des Zürcher Architekten Theo Hotz und der beigezogenen WEWO Ingenieure AG aus Aarau.
Das Planungsverfahren für das 114 Millionen Franken teure Projekt war zwar 1995 abgeschlossen, bis zum Baubeginn verstrich aber mehr als ein Jahrzehnt. Diese Verzögerung war insbesondere darauf zurückzuführen, dass die SBB für alle Drittnutzungsflächen konkrete Zusagen zukünftiger Mieter oder Käufer verlangten. Lange Zeit waren die Planer davon ausgegangen, dass die Pädagogische Hochschule von Zofingen in den neuen Bahnhof umziehen würde. Dann fiel jedoch der Beschluss, sie in die Fachhochschule Nordwestschweiz einzugliedern und nach Brugg/Windisch zu verlegen. Auch die Bemühungen, das Bundesverwaltungsgericht oder das Bundesstrafgericht hier anzusiedeln, schlugen fehl. Schliesslich gelang es 2004, die Stadt Aarau und den Kanton Aargau als Mitinvestoren zu gewinnen. Die Projektpartner beschlossen auch, zunächst nur den westlichen Teil von 190 m Länge zu bauen. Im November 2007 entschied der Grosse Rat, Stockwerkeigentum im zukünftigen Bahnhof zu erwerben und bewilligte zu diesem Zweck 21,1 Millionen Franken. In der anschliessenden kantonalen Volksabstimmung vom 24. Februar 2008 wurde diese Vorlage mit einem Ja-Stimmen-Anteil von 66,8 % angenommen.
Nachdem Anfang Mai 2008 der symbolische Spatenstich erfolgt war, wurde das alte SBB-Aufnahmegebäude am 14. Juli abgebrochen. Anschliessend begann die Errichtung des Neubaus unter der Leitung der Bauunternehmung Anliker AG. Während der Bauarbeiten stand ein hölzernes Provisorium auf dem Bahnhofplatz zur Verfügung. Die Fahrgäste gelangten über Passerellen, die mehrmals verschoben werden mussten, über die Baugrube hinweg zu den Zügen. Ende November 2009 war das neue Aufnahmegebäude im Rohbau fertiggestellt, am 5. August 2010 konnte es dem Betrieb übergeben werden. Für die Bevölkerung fand am 22. und 23. Oktober 2010 ein grosses Eröffnungsfest statt. Die seinerzeit ebenfalls von Theo Hotz geplante Umgestaltung des Bahnhofplatzes stand unter der Leitung der Vehovar & Jauslin Architektur AG. Sie begann im Herbst 2011 und umfasste die Sanierung des unterirdischen Parkhauses, den Bau von Zufahrtsrampen in Nebenstrassen und die Errichtung der neuen Busstation. Wie geplant konnte die Anlage am 5. Juli 2013 rechtzeitig zum Maienzug in Betrieb genommen werden, die offizielle Eröffnung fand am 26. Oktober im Rahmen eines Festes statt.
Im April 2016 begannen die Arbeiten an der zweiten Etappe des Aufnahmegebäudes, die zwölf Jahre zuvor noch zurückgestellt worden war. Verantwortliches Bauunternehmen war die Mettler2Invest AG, das Anlagevolumen betrug 108 Millionen Franken. Im August 2018 konnte das Projekt abgeschlossen werden. Am 15. Juni 2020 wurde mit dem WSB-Bahnhof an der Hinteren Bahnhofstrasse das letzte Überbleibsel des alten Aarauer Bahnhofs abgerissen. Bis 2024 erhalten die Schmalspurbahnen ins Suhren- und Wynental ein grösseres Gleisfeld und ein neues modernes Aufnahmegebäude, das Teil einer Wohn- und Geschäftsüberbauung im Wert von 65 Millionen Franken sein wird (dessen Spatenstich erfolgte bereits im Dezember 2019).